# (29402) Obélix
(29402) Obélix ist ein Asteroid des äußeren Hauptgürtels, der am 14. Oktober 1996 von den tschechischen Astronomen Miloš Tichý und Zdeněk Moravec am Kleť-Observatorium (IAU-Code 046) bei Český Krumlov entdeckt wurde.
Der mittlere Durchmesser des Asteroiden wurde mit 7,44 km (± 0,142) berechnet, die Albedo mit 0,061 (± 0,005).
(29402) Obélix ist nach der Comicfigur Obelix benannt. Die Benennung erfolgte durch die Internationale Astronomische Union (IAU) am 6. August 2003. Am selben Tag wurde ein Hauptgürtelasteroid nach Asterix benannt, und zwar (29401) Astérix.